# أبو براء العامري
 أبو براء العامري ويلقب بملاعب الأسنة سيد بني عامر بن صعصعة وأحد فرسانهم عند ظهور الإسلام. هو عم عامر بن الطفيل والشاعر لبيد بن ربيعة العامريان. يُضرب به المثل في الشجاعة، وكان إذا ركب فرسه وصل إبهاما قدميه إلى الأرض لطوله.

## نسبه
اختلف في اسمه كثيرًا فقيل عمرو بن مالك هو (ملاعب الأسنة)، وقيل عامر بن مالك، وكلا اللقبين لملاعب الأسنة، وهذه النصوص تشير إلى هذا الأمر:
قال ابن الأثير في أسد الغابة: (عمرو بن مالك بن جعفر بن كلاب بن ربيعة بن عامر بن صعصعة العامري الجعفري ملاعب الأسنة وهو سيد بني عامر بن صعصعة وسيد جميع قيس عيلان في حرب الفجار ضد كنانة.
وقال ابن حجر في الإصابة: عمرو بن مالك بن جعفر بن كلاب بن ربيعة بن عامر بن صعصعة العامري الجعفري أخرج بن منده من طريق أبي أحمد الزبيري عن مسعر عن خشرم بن حسان أن عمرو بن مالك ملاعب الأسنة بعث إلى النبي يلتمس دواء الحديث ورواه جماعة عن مسعر عن خشرم عن مالك وهو الأشبه وقال الذهبي الأصح مالك بن عمرو قلت الملقب ملاعب الأسنة اسمه عامر بن مالك بن جعفر بن كلاب وهو عم عامر بن الطفيل الفارس المشهور الذي غدر بأصحاب بئر معونة وكان عمه ملاعب الأسنة أجارهم فخفر ذمته لكن الحديث المذكور إنما هو لعامر لا لعمرو كما قدمت في ترجمته من جميع طرقه لكن يحتمل أن يكون عمرو اسم بن أخيه الذي لم يسم في حديث أبي سعيد الذي أورده بن شاهين وفيه أن ملاعب الأسنة بعث إلى النبي يسأله الدواء من وجع بطن بن أخ له فبعث إليه عكة عسل فسقاه فبرئ وقد اختلف في إسلام ملاعب الأسنة فعلى هذا فيكون عمرو بن مالك نسب إلى جده ووقع في التجريد في هذه الترجمة والأصح أن ملاعب الأسنة مالك بن عمرو وهذا الذي قال إنه الأصح ليس بصحيح وإنما هو عامر بن مالك.
وقال الزبيدي في تاج العروس: ذكِر الآمِدِيُّ في كتاب المُؤْتَلِف والمُخْتَلِفِ في أَسماءِ الشُّعِرِاءِ: أَنّ مُلاعِبَ الأَسِنّةِ لَقَبُ ثلاثةٍ من الشُّعَرَاءِ: أَحدُهم هذا المذكُور- يعنب أبا براء عامر بن مالك ملاعب الأسنة -: والثّانِي عبْدُ اللهِ بْنُ الحُصَيْنِ بْنِ يَزِيدَ الحارِثِيُّ. والثّالثُ أَوْسُ بْنُ مالِكٍ الجَرْمِيُّ.

## سبب التسمية
جاء في المستقصى في أمثال العرب: أَفْرَسُ مِنْ مُلاَعِبِ اْلأَسِنَّةِ: هو أبو براء عامر بن مالك بن جعفر فارس قيس وإنما لقب بذلك لأنه بارز ضرار بن عمرو فصرعه كرات فقال له من أنت يا فتى كأنك ملاعب الأسنة؟ فلزمة الاسم
وجاء في تاج العروس: وكان يُقَالُ لأَبي بَراءٍ مُلاعِبُ الأَسِنَّةِ. وهو عامِرُ بْنُ مالِكِ بْنِ جعفَرِ بْنِ كِلابٍ سمِّىَ بذلك يوم السُّوبَانِ وجعله لبيد ملاعب الرماح لحاجته إِلى القافية فقال:
لَوْ أَنَّ حّيًّا مُدْرِكَ الفَلاَحِ... أَدْرَكَهُ مُلاعِبُ الرِّمَاحِ

## حاله في الجاهلية
كان ابن شهاب يقول: حدثني عبد الرحمن بن كعب بن مالك ورجال من أهل العلم أن عامر بن مالك الذي يدعني ملاعب الأسنة قدم وهو مشرك فعرض النبي الإسلام فأبى وأهدى للنبي فقال «إني لا أقبل هدية مشرك».
وقال ابن حجر في الفتح: قَوْلُهُ: (بَاب قَبُولِ اَلْهَدِيَّةِ مِنْ اَلْمُشْرِكِينَ) أَيْ جَوَاز ذَلِكَ وَكَأَنَّهُ أَشَارَ إِلَى ضَعْف اَلْحَدِيث اَلْوَارِد فِي رَدِّ هَدِيَّة اَلْمُشْرِك وَهُوَ مَا أَخْرَجَهُ مُوسَى بْن عُقْبَة فِي الْمَغَازِي عَنْ اِبْن شِهَاب عَنْ عَبْد اَلرَّحْمَن بْن كَعْب بْن مَالِك وَرِجَال مِنْ أَهْلِ اَلْعِلْمِ «أَنَّ عَامِر بْن مَالِك اَلَّذِي يُدْعَى مُلَاعِب اَلْأَسِنَّة قَدِمَ عَلَى رَسُولِ اَللَّهِ صَلَّى اَللَّهُ عَلَيْهِ وَسَلَّمَ وَهُوَ مُشْرِكٌ فَأَهْدَى لَهُ فَقَالَ إِنِّي لَا أَقْبَلُ هَدِيَّة مُشْرِك» اَلْحَدِيث رِجَاله ثِقَات إِلَّا أَنَّهُ مُرْسَل وَقَدْ وَصَلَهُ بَعْضُهُمْ عَنْ اَلزُّهْرِيِّ وَلَا يَصِحُّ.
وقال صاحب تحفة الأحوذي بشرح جامع الترمذي وَفِي الْبَابِ عَنْ عَبْدِ الرَّحْمَنِ بْنِ كَعْبِ بْنِ مَالِكٍ عِنْدَ مُوسَى بْنِ عُقْبَةَ فِي الْمَغَازِي أَنَّ عَامِرَ بْنَ مَالِكٍ الَّذِي يَعُدُّ مُلَاعِبَ الْأَسِنَّةِ قَدِمَ عَلَى رَسُولِ اللَّهِ صَلَّى اللَّهُ عَلَيْهِ وَسَلَّمَ وَهُوَ مُشْرِكٌ فَأَهْدَى لَهُ. فَقَالَ: «إِنِّي لَا أَقْبَلُ هَدِيَّةَ الْمُشْرِكِينَ» الْحَدِيثَ، قَالَ فِي الْفَتْحِ: رِجَالُهُ ثِقَاتٌ إِلَّا أَنَّهُ مُرْسَلٌ وَقَدْ وَصَلَهُ بَعْضُهُمْ وَلَا يَصِحُّ.
وعن أنس بن مالك وغيرهم من أهل العلم قال: قدم أبو براء عامر بن مالك بن جعفر ملاعب الأسنة وكان سيد بني عامر بن صعصعه على رسول الله المدينة وأهدى إليه هدية فأبى رسول الله أن يقبلها وقال لا أقبل هدية مشرك فأسلم إن أردت أن أقبل هديتك؟ ثم عرض عليه الإسلام وأخبره بما له فيه وما أعد الله للمؤمنين وقرأ عليه القرآن فلم يسلم ولم يبعد وقال: يا محمد إن الذي تدعو إليه حسن جميل فلو بعثت رجالا من أصحابك إلى أهل نجد فيدعونهم إلى أمرك رجوت أن يستجيبوا لك
فقال رسول الله: إني أخشى عليهم أهل نجد.
فقال أبو البراء: أنا لهم جار فابعثهم فليدعوا الناس إلى أمرك
فبعث رسول الله المنذر بن عمرو أخا بني ساعدة في سبعين رجلا من خيار المسلمين منهم الحارث بن الصمة وحرام بن ملحان وعروة بن أسماء بن الصلت السلمي ونافع بن يزيد بن ورقاء الخزاعي وعامر بن فهيرة مولى أبي بكر وذلك في صفر سنة أربع من الهجرة على رأس أربعة أشهر من أحد فساروا حتى نزلوا بئر معونة وهي أرض بين أرض بني عامر وحرة بني سليم فلما نزلوها قال بعضهم لبعض أيكم يبلغ رسالة رسول الله أهل هذا الماء؟ فقال حرام بن ملحان: أنا فخرج بكتاب رسول الله إلى عامر بن الطفيل في كتاب رسول الله فقال حرام بن ملحان: يا أهل بئر معونة إني رسول الله إليكم إني أشهد أن لا إله إلا الله وأن محمدا عبده ورسوله فآمنوا بالله ورسوله فخرج إليه رجل من كسر البيت برمح فضرب به في جبنه حتى خرج من الشق الآخر فقال: الله أكبر فزت ورب الكعبة.
ثم استصرخ عامر بن الطفيل بني عامر على المسلمين فأبوا أن يجيبوه إلى ما دعاهم إليه وقالو: لن نخفر أبا براء قد عقد لهم عقدا وجوارا ثم استصرخ عليهم قبائل من بني سليم - عصية ورعلا وذكوان - فأجابوه فخرجوا حتى غشوا القوم فأحاطوا بهم في رحالهم فلما رأوهم أخذوا السيوف فقاتلوهم حتى قتلوا من عند آخرهم إلا كعب بن زيد فإنهم تركوه وبه رمق فارتث من بين القتلى فضلوه فيهم فعاش حتى قتل يوم الخندق وكان في سرح القوم عمرو بن أمية الضمري ورجل من الأنصار أحد بني عمرو بن عوف فلم ينبههما بمصاب أصحابهما إلا الطير تحوم على المعسكر! فقال: والله إن لهذا الطير لشأنا فأقبلا لينظرا فإذا القوم في دمائهم وإذا الخيل التي أصابتهم واقفة فقال الأنصاري لعمرو بن أمية الضمري: ماذا ترى؟ قال: أرى أن نلحق برسول الله فنخبره فقال الأنصاري الله أكبر لكني ما كنت لأرغب بنفسي عن موطن قتل فيه المنذر بن عمرو ثم قاتل القوم حتى قتل وأخذوا عمرو بن أمية الضمري أسيرا فلما أخبرهم أنه من مضر أطلقه عامر بن الطفيل وجز ناصيته وأعتقه عن رقبة زعم أنها كانت على أمه فقدم عمرو بن أمية على رسول الله وأخبره الخبر فقال رسول الله: «هذا عمل أبي براء قد كنت لهذا كارها متخوفا» فبلغ ذلك أبا البراء فشق عليه إخفار عامر إياه وما أصاب رسول الله بسببه وجواره.

## عمره عند إسلامه
لايوجد عمر واضح لعمره عندما أسلم وعلى ما يبدو أنه أسلم بعد أحداث بئر معونة، والتي كانت سنة أربع من الهجرة، ولم يسلم ابتداءً عندما دعاه النبي:
عامر بن مالك بن جعفر بن كلاب بن ربيعة ابن عامر بن صعصعة بن معاوية بن بكر ابن هوازن بن منصور بن عكرمة ابن خصفة بن قيس عيلان بن مضر أبو براء المعروف بملاعب الأسنة وفد على النبي () فلم يسلم وسأله أن يبعث معه رجالًا إلى قومه يدعونهم إلى الإسلام فإن أسلموا أسلم معهم فبعث جماعة فأصيبوا ببئر معونة ثم أسلم بعد...

## أهم ملامح شخصيته
1- الفروسية: حتى أنه سمي بملاعب الأسنة.
2- القيادة والزعامة:
كان بنو جعفر بن كلاب قد وفدوا على النعمان ورئيسهم يومئذٍ أبو براء عامر بن مالك ملاعب الأسنة عم لبيد بن ربيعة بن مالك
وكان رؤساء قيس عامر بن مالك ملاعب الأسنة على بني عامر.

## بعض المواقف من حياته مع التابعين
وفد على النعمان بن المنذر- وهو من طبقة لم تلق الصحابة؛ كما في موسوعة الحديث الشريف: «حرف» فكيف وفد عليه؟!، - عامر بن مالك ملاعب الأسنة- وهو معدود في الصحابة - في رهط من بني جعفر ابن كلاب فيهم لبيد بن ربيعة فطعن فيهم الربيع بن زياد العبسي وذكر معايبهم وكان نديما للنعمان وكانت بنو جعفر له أعداء فلم يزل بالنعمان حتى صده عنهم فدخلوا عليه يوما فرأوا منه جفاء وقد كان يكرمهم ويقربهم فخرجوا غضابا ولبيد متخلف في رحالهم يحفظ متاعهم ويغدو بإبلهم كل صباح يرعاها وكان أحدثهم سنا فأتاهم ذات ليلة وهم يتذاكرون أمر الربيع فسألهم عنده فكتموه فقال والله لا حفظت لكم متاعا ولا سرحت لكم بعيرا أو تخبروني فيم أنتم وكانت أم لبيد يتيمة في حجر الربيع فقالوا خالك قد غلبنا على الملك وصد عنا وجهه فقال لبيد هل تقدرون على أن تجمعوا بيني وبينه فأزجره عنكم بقول ممض مؤلم لا يلتفت إليه النعمان بعده أبدا قالوا وهل عندك شيء قال نعم قالوا فإنا نبلوك قال وما ذاك قالوا تشتم هذه البقلة وقدامهم بقلة دقيقة القضبان قليلة الأوراق لاصقة بالأرض تدعى التربة فقال
هذه التربة التي لا تذكي نارا ولا تؤهل دارا ولا تسر جارا عودها ضئيل وفرعها كليل وخيرها قليل أقبح البقول مرعى وأقصرها فرعا وأشدها قلعا فتعسا لها وجدعا بلدها شاسع ونبتها خاشع وآكلها جائع والمقيم عليها قانع فالقوا بي أخا بني عبس أرده عنكم بتعس ونكس وأتركه من أمره في لبس.
فلما أصبحوا غدوا به معهم إلى النعمان فذكروا حاجتهم فاعترض الربيع فرجز به لبيد رجزا ما لبث معه النعمان أن تقزز منه وأمره بالانصراف إلى أهله.

## وفاته
توفي بمكان يُسمى «الفورة» بفتح أوله وضمه معا وبراء مهملة وهو موضع في ديار بني عامر.